# Andeavor
Andeavor, tidigare Tesoro Corporation, är ett amerikanskt petroleum- och naturgasbolag som sysslar med nedströmsverksamhet inom petroleumindustrin. De har närvaro i 16 amerikanska delstater i västra USA och Wisconsin samt de mexikanska delstaterna Baja California och Sonora. De förfogar över tio oljeraffinaderier, som raffinerar omkring 1,2 miljoner fat petroleum per dag, och säljer petroleumprodukter till fler än 3 100 bensinstationer i de västra delarna av USA.
Företaget grundades 1968 som Tesoro Corporation av Dr. Robert V. West Jr och de fick sitt nuvarande namn den 1 augusti 2017 efter de köpte företaget Western Refining Inc. för $6,4 miljarder.
För 2016 hade de en omsättning på nästan $25 miljarder och i september 2017 hade de en personalstyrka på 6 300 anställda. De har sitt huvudkontor i San Antonio i Texas.